# 루니 툰 - 벅스 버니와 대피 덕
《루니 툰 - 벅스 버니와 대피 덕》(The Looney Tunes Show)은 카툰 네트워크에서 2011년부터 2014년까지 방송된 미국의 TV 애니메이션 시트콤이다.

## 개요
이 작품은 한 지붕 아래서 동거하는 벅스와 대피가 로스 앤젤레스에서 살면서 다양한 이웃들과 롤라 버니, 티나 루소, 포그혼 레그혼, 엘머 퍼드, 실베스터, 트위티, 요세미티 샘, 스피디 곤잘레스, 포키 피그 등의 다른 캐릭터들을 만나며 일어나는 일을 중심으로 내용이 전개된다. 과거 루니 툰 작품들에 비해 이 작품은 개그 요소를 빼고, 삼각관계, 직장, 공동생활과 같이 좀 더 대화 중심적이고 성인 취향에 가까운 구성을 취하고 있다.

### 코너
- 메리 멜로디 - 기존 캐릭터들이 나와 노래를 부르는 2분 짜리 뮤직비디오. (4분 짜리인 〈마법사 대피 덕〉편 제외)
- 로드 러너 vs 와일 E. 코요테 - 로드 러너를 잡으려는 와일 E. 코요테와 그를 농락하며 항상 벗어나는 로드 러너의 과정을 그린 CGI 단편 애니메이션. 첫 번째 시즌까지만 제작되었다.

## 등장 인물
왼쪽은 미국, 오른쪽은 한국판 성우이다.
- 벅스 버니 (성우: 제프 버그만/강수진) – 벅스 버니는 상위 중산층으로 도시 교외에서 여가 생활을 하며 지낸다. 그가 발명한 당근 껍질 벗기는 기계를 통해 벌어들인 수입에 의존하는 편이다.
- 대피 덕 (성우: 제프 버그만/장승길) – 벅스 버니와 동거하는 검은 오리. 이기적이며 욕심이 많다. 무직이며 5년째 벅스와 동거하고 있다.
- 포키 피그 (성우: 밥 버겐/현경수) – 대피 덕의 고등학교 동창 친구인 돼지. 성격 때문에 대피에게 이용당해 좋지 않은 취급을 당하는 경우가 많다.
- 스피디 곤잘레스 (성우: 프레드 아미슨/엄상현) – 멕시코 출신 쥐. 벅스 집의 쥐구멍에서 살고 있으며 피자리바라는 피자집을 운영하고 있다.
- 요세미티 샘 (성우: 모리스 라미시/손종환) – 벅스와 대피의 이웃집에 사는 남자.
- 롤라 버니 (성우: 크리스틴 위그/이명선) – 벅스를 좋아하는 암컷 토끼. 컨트리 클럽에서 벅스를 만나지만 변덕이 심하고 머리가 좋지 않아 벅스는 롤라를 곤란해 한다.
- 티나 루소 (성우: 제니퍼 에스포지토 (시즌 1), 애니 머몰로 (시즌 2)/안현서) – 복사점에서 일하는 암컷 오리. 우연히 대피와 데이트한 것을 계기로 대피의 여자친구가 된다.
- 그래니 (성우: 준 포레이/안현서) – 벅스의 이웃집에 사는 90세 노부인. 트위티와 실베스터를 기르고 있다.
- 트위티 (성우: 제프 버그만/문남숙) – 그래니의 애완동물인 노란 카나리아.
- 실베스터 (성우: 제프 버그만/손종환) – 그래니의 애완동물인 고양이. 항상 트위티를 먹으려고 하나 실패한다.
- 마녀 리자 (성우: 로즈 라이언/이명선) – 벅스의 이웃집에 사는 마녀.
- 테즈매니안 데빌 (성우: 짐 커밍스/홍범기) – 태즈매니안 과의 육식동물.원래 흉폭한 성격이지만 여기서는 벅스의 애완동물로 길들여져 얌전해졌다.

## 제작
《루니 툰 쇼》는 2009년 7월 처음 공개되었지만, 방송되기 전까지는 많은 공백기간이 있었다. 등장 캐릭터들은 오타와 출신 아티스트 Jessica Borutski가 2년의 기간을 거쳐 새로 디자인되었다.
애니메이션은 예림, 러프 드래프트 스튜디오, (첫 번째 시즌에 참여한) 툰 시티 애니메이션이 제작하였다. 로드 러너 쇼는 Crew972 가 CGI 방식으로 제작하였다.
2014년 7월 29일, 토니 서본(Tony Cervone) 프로듀서는 트위터를 통해 세 번째 시즌에 대한 계획은 없다고 밝혔다. 현재 워너 브라더스는 루니 툰 시리즈의 번외작인 《Wabbit》의 제작에 집중하고 있다.

## 비디오 제품
| DVD 제목                          | 에피소드 수 | 출시일         |
| --------------------------------- | ----------- | -------------- |
| 3-Pack Fun: The Looney Tunes Show | 12          | 2012년 5월 8일 |
| There Goes the Neighborhood       | 14          | 2012년 8월 7일 |

## 반응

### 수상 및 후보
| 년도 | 시상식            | 수상 부분                  | 후보                                                               | 결과 |
| ---- | ----------------- | -------------------------- | ------------------------------------------------------------------ | ---- |
| 2011 | 프라임타임 에미상 | 최우수 보이스오버 퍼포먼스 | 밥 버겐 - 포키 피그 목소리 담당 - Episode "Jailbird and Jailbunny" | 후보 |
| 2012 | 프라임타임 에미상 | 최우수 보이스오버 퍼포먼스 | 크리스틴 위그 - 롤라 버니 목소리 담당 - Episode "Double Date"      | 후보 |
| 2013 | 프라임타임 에미상 | 최우수 보이스오버 퍼포먼스 | 밥 버겐 - 포키 피그 목소리 담당 - Episode "We're in Big Truffle"   | 후보 |